# 7b Rushgarry

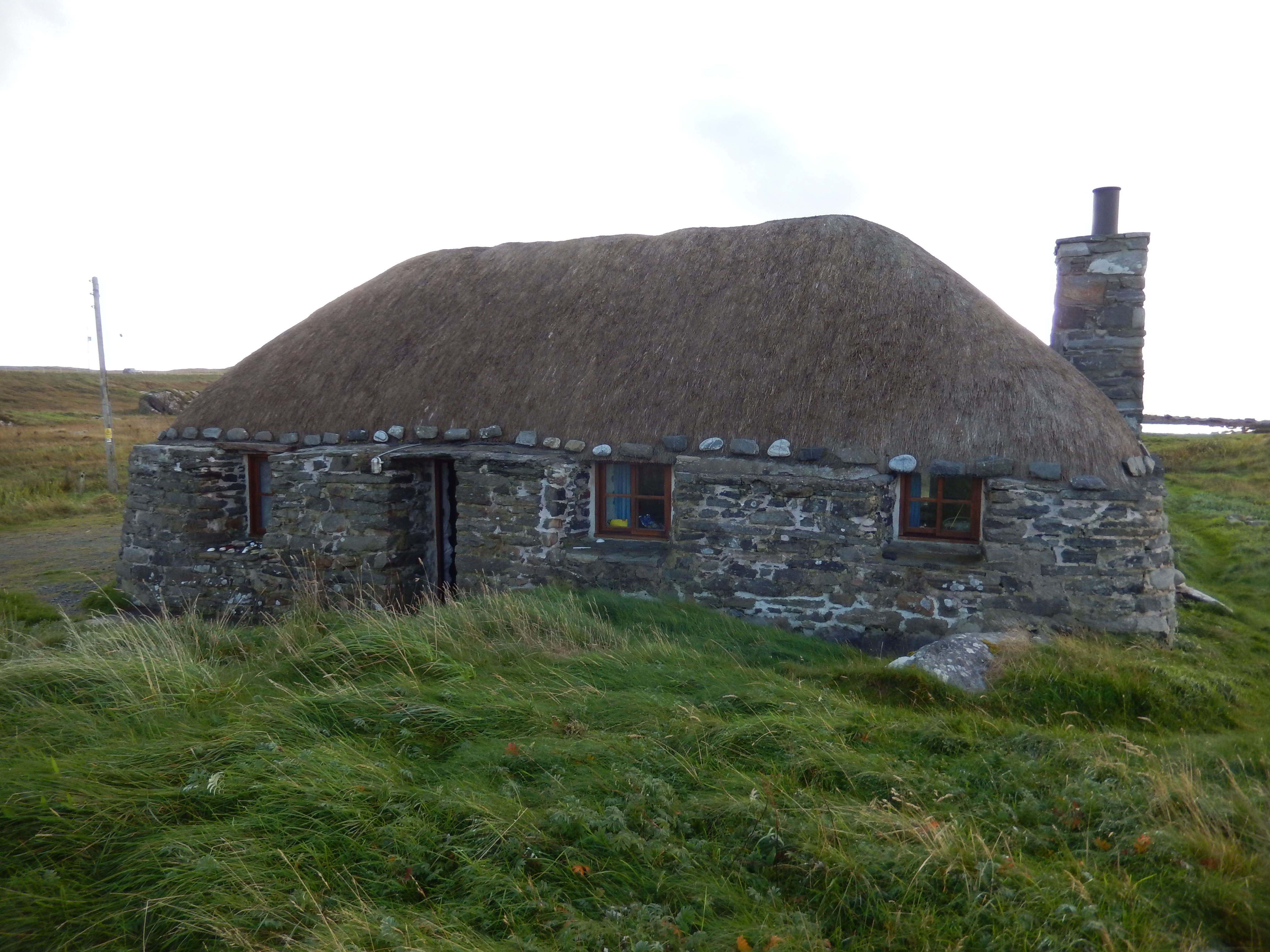
7b Rushgarry

7b Rushgarry ist ein Wohngebäude auf der schottischen Hebrideninsel Berneray. 2019 wurde das Gebäude in die schottischen Denkmallisten in der Kategorie B aufgenommen. In unmittelbarer Umgebung befinden sich die ebenfalls denkmalgeschützten Gebäude 7a Rushgarry und Cnoc an Dudain.

## Geschichte
Unter Donald Ruadh Macleod wurde Berneray bis ins mittlere 18. Jahrhundert durch Erweiterung der landwirtschaftlichen Flächen und Einführung der Kelpgewinnung entwickelt. 1834 kam es zu einer Immigration von Vertriebenen anderer Inseln (vergleiche auch Highland Clearances), welche eine hohe Bevölkerungsdichte in Rushgarry hervorrief. Mehreren aufeinanderfolgende Missernten und die Hungersnot infolge der Kartoffelfäule in den späten 1840er Jahren bei gleichzeitigem Niedergang der Kelpgewinnung trafen Berneray schwer. Zahlreiche Gehöfte wurden in der Folge aufgelassen und die Einwohnerzahl der Insel wurde rückläufig.
Das Gebäude stammt aus dem frühen 19., möglicherweise auch aus dem späten 18. Jahrhundert und entstand somit vermutlich in der Hochzeit der Kelpindustrie auf Berneray und auch vor der Immigrationswelle. Auf der ersten Karte der Ordnance Survey 1878 ist es verzeichnet. Auf der Karte der Ordnance Survey aus dem Jahre 1901 ist ein L-förmiger Grundriss verzeichnet, sodass von einem zwischenzeitlichen Anbau ausgegangen werden kann, der nicht erhalten geblieben ist. Bis in die 1950er Jahre diente 7b Rushgarry als Wohngebäude und wurde anschließend als Scheune genutzt. In dieser Nutzungsperiode wurden Dachgauben eingesetzt. 2010 wurde einem Antrag auf Restaurierung stattgegeben. Das restaurierte Gebäude dient seitdem wieder Wohnzwecken.

## Beschreibung
Es handelt sich um ein traditionelles Cottage, das sich in der Siedlung Rushgarry am Ostufer des Bays Loch, der größten Bucht der Insel, befindet. Das eingeschossige, längliche Gebäude schließt mit einem reetgedeckten Walmdach mit offenem Dachstuhl. Sein flaches, mächtiges Mauerwerk besteht aus Feldstein. Zum Schutz vor starken Winden sind die Gebäudekanten gerundet ausgeführt. Die nordwestexponierte Hauptfassade ist vier Achsen weit. Des Weiteren sind zwei Sprossenfenster in die rückwärtige Fassade und eines in die Nordostfassade eingelassen. Von der Südwestfassade ragt ein quadratischer Kamin auf. Der Innenraum entspricht dem Datum der Restaurierung. Die ursprünglichen Installationen sind verloren gegangen.
Es handelt sich um die seltenen Reste der traditionellen reetgedeckten Cottages der Hebriden und westlichen Highlands. 2016 wurde geschätzt, dass nur etwa 200 Gebäude dieses Bautyps in Schottland erhalten geblieben sind.